# Total War: Warhammer II
Total War: Warhammer II è un videogioco strategico con elementi gestionali a turni e battaglie in tempo reale. È il secondo titolo della saga Total War ambientato nel mondo del wargame fantasy Warhammer. Sviluppato da Creative Assembly e distribuito da SEGA, è stato pubblicato il 28 settembre 2017. Nel novembre 2018 è stata rilasciata la versione per macOS e Linux, sviluppata e pubblicata da Feral Interactive.

## Modalità di gioco
Il gioco mantiene le stesse meccaniche del predecessore, con la classica campagna strategica a turni alternata a battaglie combattute in tempo reale. In questo nuovo capitolo la campagna è incentrata sul Grande Vortice al centro del continente di Ulthuan, creato millenni prima per ricacciare i demoni nel Regno del Caos. L'obiettivo di ogni fazione è proprio il controllo del Grande Vortice attraverso una serie di rituali che si possono attuare raccogliendo risorse speciali. Diventa quindi fondamentale occupare particolari insediamenti e svolgere alcune missioni assegnate per ottenere le risorse richieste e raggiungere l'ultimo rituale. Attraverso ogni rituale, il giocatore sarà costretto a difendersi da attacchi delle forze del caos generate "casualmente" nelle vicinanze delle città designate, e questo porta ad un sistema di gestione della mappa tattica per il giocatore differente dai capitoli precedenti della saga, in quanto si sarà costretti ad impegnare forze all'interno dell'intero dominio (oltre al classico fronte) facendo sì che non si sia mai al sicuro durante tutta la durata della campagna. Naturalmente è anche possibile la vittoria per conquista, con la distruzione delle altre fazioni principali che cercano di dominare il Vortice. Un'altra novità è l'introduzione del clima: in base alla sua locazione, ogni regione è contraddistinta da una determinata condizione climatica che influenzare la vivibilità per le varie fazioni. Se una razza si insedia in una regione che trova invivibile, subirà notevoli penalità all'ordine pubblico, ai tempi e costi di costruzione e alla produttività in quella zona. Inoltre, in regioni dal clima estremo come deserti aridi o distese gelide, gli eserciti subiranno perdite da logoramento, a prescindere dalla vivibilità degli insediamenti locali.

## Fazioni giocabili
Le razze giocabili nel gioco base sono quattro, con otto diverse posizioni di partenza a seconda del Lord leggendario scelto. Altre fazioni sono state in seguito aggiunte tramite DLC. Le fazioni disponibili sono:
- Alti Elfi: Asur in lingua elfica, sono i nobili difensori di Ulthuan e vogliono proteggere e stabilizzare il Grande Vortice. Schierano validi arcieri supportati da forti unità d'élite, maghi e mostri volanti come aquile, fenici e draghi. Possono influenzare i rapporti diplomatici tra le varie fazioni. Sono guidati da Tyrion (Lothern), da Teclis (Ordine dei Custodi del Sapere), da Alith Anar (Nagarythe), da Alarielle la Radiosa (Avelorn), da Eltharion il Tetro (Yvresse) e da Imrik il Signore dei Draghi (Cavalieri di Caledor).
- Elfi Oscuri: Druchii in lingua elfica, sono esiliati nelle fredde regioni di Naggaroth e desiderano vendetta contro i fratelli Asur. Dispongono di un esercito bilanciato con fanti, balestrieri e cavalleria con il supporto di streghe, idre e draghi neri. Possono dispiegare le Arche Nere, potenti unità navali che appoggiano gli eserciti sulla costa. Sono guidati da Malekith il Re Stregone (Naggarond), da sua madre Morathi (Culto del Piacere), da Hellebron la Decrepita (Har Ganeth), da Lokhir Courenero (Terrore Benedetto), da Malus Lamaoscura (Har Graef) e da Rakarth il Signore delle Bestie (Mille Fauci).
- Uomini lucertola : rettili umanoidi che abitano nelle giungle di Lustria e delle Terre Meridionali. Dispongono di poche unità da tiro, ma schierano forti unità di fanteria e cavalleria con l'ausilio di maghi ed enormi dinosauri. L'istinto primordiale che li guida rischia di fargli perdere il controllo in battaglia. Sono guidati da Lord Mazdamundi (Hexoatl), da Kroq-Gar (Ultimi Difensori), da Tehenhuain (Culto di Sotek), da Tiktaq'to (Tlaqua), da Nakai il Vagabonado (lo Spirito della Giungla), da Gor-Rok (Itza) e da Oxyotl (Fantasmi di Pahuax).
- Skaven: ratti umanoidi adoratori del dio del Caos noto come Grande Ratto Cornuto che abitano il sottosuolo. Non hanno cavalleria, ma usano il numero a loro favore con vaste formazioni di fanteria e tiratori a corta gittata. Diffondono corruzione e infestano le rovine delle altre razze. Sono guidati da Queek Mozzateste (Clan Mors), da Lord Skrolk (Clan Pestilens), da Tretch Codapavida (Clan Rictus), da Ikit Artiglio (Clan Skryre), da Snitch Signore della Morte (Clan Eshin) e da Throt l'Immondo (Clan Moulder).
- Re dei Sepolcri: nuova razza disponibile tramite DLC. Antica civiltà di Nehekhara situata nel grande deserto delle Terre Meridionali che schiera legioni di non morti e mostri. A differenza delle altre fazioni, il loro obiettivo finale non riguarda il Grande Vortice, ma ottenere i Libri Neri di Nagash, il primo necromante, in modo da accedere alla leggendaria Piramide Nera. Sono guidati da Settra l'Imperituro (Khemri), Khalida la Somma Regina (Corte di Lybaras), Khatep il Grande Ierofante (Esiliati di Nehek) e Arkhan il Nero (Seguaci di Nagash).
- La Costa dei Vampiri: nuova razza disponibile anch'essa tramite DLC. Si tratta di un gruppo di corsari costituito da capitani e ammiragli vampiri al comando di spaventose flotte composte da ciurme di non-morti e mostri marini. La loro base principale è la Costa dei Vampiri, nella parte nord-orientale di Lustria. Similmente ai Re dei Sepolcri, il loro obiettivo ultimo non riguarda il Grande Vortice, ma domare Amarant, il leggendario serpente marino e divenire così i signori incontrastati dei mari. Il loro modo di fare la guerra riflette le razzie e i saccheggi pirateschi. Sono guidati da Luthor Harkon (Costa dei Vampiri), il Conte Noctilus (Flotta del Terrore), Aranessa Saltspite (Pirati di Sartosa) e Cylostra Direfin (Gli Affogati; quest'ultima è un personaggio creato ex novo per il gioco).
- Impero: piccola fazione imperiale aggiunta tramite DLC; si chiama Spedizione del Capocaccia ed è guidata da Markus Wulfhart. Riprende diverse unità della fazione dell'Impero dal precedente gioco ma ne aggiunge di nuove e ha dinamiche differenti. La fazione di Markus, infatti, non è interessata al Vortice, ma obbedisce al Mandato dell'Imperatore per espandere gli interessi imperiali in Lustria.
- Bretonnia: una piccola fazione bretonniana è stata aggiunta tramite DLC gratuito; sono i Cavalieri di Lyonese, guidati da Repanse di Lyonesse. La loro spedizione è entrata nelle Terre Meridionali per ripulirle da non-morti, Skaven e Pelleverde. Hanno le stesse dinamiche di gioco e unità presenti nel primo gioco della serie Total War: Warhammer.
- Pelleverde: una fazione di Pelleverde, la Tribù dell'Ascia Rotta guidata da Grom il Pancione, aggiunta tramite DLC. Il suo obbiettivo consiste nel radunare forze sufficienti per attaccare il regno elfico di Yvresse ed ottenere la loro rivincita. Hanno tutte l meccaniche tipiche della fazioni degli Orchi e Goblin del primo gioco (uso di vie sotterranee, richiamare la WAAAGH! di supporto), ma la fazione è dotata di particolari unità, e ha una nuova meccanica: il Calderone di Grom, i cui piatti lì preparati forniscono bonus differenti.
- Elfi Silvani: aggiunta tramite DLC, la fazione di questa razza, gli Araldi di Ariel guidati dalle Sorelle del Crepuscolo (le gemelle Naestra e Arahan), è giunta in una zona del Nuovo Mondo chiamata "Bosco Sognante" onde preparare la strada a un rituale di chiusura che chiuderà una crepa dimensionali causata dall'energia de Grande Vortice. I servi di Ariel, regina degli Elfi Silvani, dovranno difendersi dagli SKaven di Throt l'Immondo, il quale vede una ghiotta opportunità in quel rituale magico.
- Uominibestia: una delle ultime civiltà aggiunte come DLC, sono la Tribù del Corno Massacratore, guidata da Taurox il Toro d'Ottone, e si sono messi in cerca del Cuore dell'Oscurità dove il loro leader potrà eseguire un rituale che lo renderà completamente invincibile.
- Nani: aggiunti con un DLC gratuito, sono la Spedizione di Cipigliodiferro, guidata da Thorek Cipigliodiferro, ed hanno l'obbiettivo di recuperare antiche reliquie naniche ed aiutare a ripristinare l'Impero dei Nani.

## Contenuti aggiuntivi
Sono stati rilasciati una vasta scelta di contenuti aggiuntivi (DLC) per Total War: Warhammer II, in numero maggiore rispetto al precedente capitolo. In ordine cronologico sono i seguenti:
- Total War: Warhammer II - Imperi dei mortali: disponibile dal 26 ottobre 2017, richiede il possesso di Total War: Warhammer. Introduce una nuova campagna su una mappa rivisitata del mondo che unisce i continenti dei due giochi, rendendo giocabili tutte le fazioni finora pubblicate.
- Total War: Warhammer II - Sangue per il Dio del sangue II: disponibile dal 26 ottobre 2017 e gratuito per chi possiede il primo Sangue per il Dio del sangue. Aggiunge effetti di sangue, esplosioni e smembramenti nelle battaglie.
- Total War: Warhammer II - Rise of the Tomb Kings: pubblicato il 23 gennaio 2018. Introduce la razza dei Re dei Sepolcri nelle campagne Occhio del Vortice e Imperi dei mortali. In contemporanea viene pubblicato il DLC gratuito che rende disponibile il Lord Leggendario Tretch Codapavida per la razza Skaven.
- Total War: Warhammer II - The Queen & The Crone: pubblicato il 31 maggio 2018. Arricchisce le file degli Alti Elfi e degli Elfi Oscuri, introducendo due nuovi Lord Leggendari per fazione (Alarielle ed Hellbron) e nuove unità emblematiche per questi due nuovi Lord. In contemporanea viene pubblicato il DLC gratuito che rende disponibile il Lord Leggendario Alith Anar per la razza degli Alti Elfi.
- Total War: Warhammer II - Curse of the Vampire Coast: pubblicato l'8 novembre 2018. Introduce l'inedita razza della Costa dei Vampiri nelle campagne "Occhio del Vortice" e "Imperi dei mortali". In contemporanea viene pubblicato un DLC gratuito che rende disponibile il Lord Leggendario Lokhir Courenero per la fazione degli Elfi Oscuri.
- Total War: Warhammer II - The Prophet & The Warlock: pubblicato il 17 aprile 2019, amplia le file degli Uomini Lucertola e degli Skaven con due nuovi Lord Leggendari per fazione (Tehenhuain e Ikit Artiglio) e nuove unità arruolabili dai due nuovi Lord. In contemporanea viene pubblicato il DLC gratuito che rende disponibile il Lord Leggendario Tiktaq'to per la razza degli Uomini Lucertola.
- Total War: Warhammer II - The Hunter & The Beast: pubblicato l'11 settembre 2019, introduce nuove Lord Leggendari rivali nella campagna: Nakai degli Uomini Lucertola e Markus Wulfhart, a capo di una spedizione imperiale. Ognuno dei due nuovi Lord ha obiettivi, dinamiche, unità e stile di gioco personali; infatti, a differenza di quelle degli altri Lord, la fazione di Nakai, di tipo orda, non è interessata al Vortice, ma a punire tutti quelli che saccheggiano i templi degli Uomini Lucertola e a difendere il Grande Disegno e ciò porterà inevitabilmente a uno scontro tra i due Lord al centro dell'espansione. Viene rilasciato in contemporanea anche un DLC gratuito che rende disponibile il Lord Leggendario Gor-Rok.
- Total War: Warhammer II - The Shadow & The Blade: pubblicato il 12 dicembre 2019, introduce un nuovo Lord Leggendario per ciascuna delle fazioni degli Elfi Oscuri e degli Skaven: Malus Lamaoscura e Snitch. Entrambi i Lord non sono interessati al Vortice, ma seguono una mini-storia incentrata su Tz'arkan il Prosciugamondi, il demone che possiede Malus, il quale cerca di tenerlo sotto controllo mentre Snitch vuole rubare il potere dell'entità per conto del capo del Clan Eshin, e vi sarà pertanto un loro inevitabile scontro. Viene rilasciato in contemporanea anche un DLC gratuito che rende disponibile il Lord Leggendario Repanse di Lyonesse, a capo di una fazione di Bretonnia.
- Total War: Warhammer II - The Warden & The Paunch: pubblicato il 21 maggio 2020, introduce due nuovi Lord Leggendari rivali appartenenti al mondo di Warhammer per le campagne Occhio del Vortice e Imperi dei Mortali: Eltharion il Tetro per gli Alti Elfi e Grom il Pancione per i Pelleverde. Nessuno dei due è coinvolto nella contesa del Vortice; essi, infatti, sono legati dal risolvere, una volta per tutte, un'eterna rivalità che culminerà in un'ultima decisiva battaglia. Un DLC gratuito rilasciato in contemporanee rende disponibile il Lord Leggendario Imrik per gli Alti Elfi.
- Total War: Warhammer II - The Twisted & The Twilight: pubblicato il 3 dicembre 2020, introduce due nuovi Lord leggendari per gli Skaven (Throt l'Immondo) e per gli Elfi Silvani (Sorelle del Crepuscolo) da usare sia nella campagna Occhio del Vortice che in Imperi dei Mortali. Ognuno a capo della propria fazione con nuovi personaggi, unità, nuove dinamiche di gioco e obiettivi di narrazione. Il 18 marzo 2021 è stato reso disponibile come DLC gratuito un nuovo Lord Leggendario per gli Elfi Oscuri (Rakarth).
- Total War: Warhammer II - The Silence & The Fury: pubblicato il 14 luglio 2021, è l'ultimo contenuto scaricabile del gioco, ed introduce due nuovi Lord leggendari per gli Uomini Lucertola (Oxyotl) e per gli Uominibestia (Taurox) da usare nelle due campagne principali, entrambi correlati da una sottotrama narrativa distaccata dall'Occhio del Vortice. Contemporaneamente è stato rilasciato un DLC gratuito che rende disponibile il Lord Leggendario Thorek Cipigliodiferro per i Nani.

Sono poi state rilasciate diverse patch gratuite che hanno migliorato ed espanso le fazioni del gioco precedente, come i Conti Vampiro, l'Impero, i Pelleverde, gli Elfi Silvani e gli Uominibestia, con nuove unità, eroi e dinamiche di gioco, ma tali aggiunte sono utilizzabili soltanto nella campagna Imperi dei Mortali, compresi due nuovi Lord Leggendari: Morghur il Portaombra per gli Uominibestia e Drycha per gli Elfi Silvani. Tra queste aggiunte vi è la possibilità, per alcune forze dell'Ordine (Impero, Bretonnia e Nani) di reclutare come mercenari a tempo determinato, ponendoli al comando di un esercito come Eroi Leggendari, due celebri personaggi del mondo di Warhammer Fantasy Battle: il nano Gotrek Gurnisson e l'umano Felix Jaeger, inseparabile compagno d'armi e d'avventura del primo.

## Accoglienza
Il gioco ottiene un giudizio positivo da parte della critica, anche se generalmente con voti inferiori al predecessore. Su Metacritic mantiene un punteggio di 86, basato su 49 recensioni. IGN Italia lamenta le poche innovazioni rispetto al predecessore, ma premia comunque il gioco con un voto di 9,2. Everyeye.it e Spaziogames rilevano come l'introduzione della campagna del Vortice sia un esperimento riuscito parzialmente e assegnano al gioco rispettivamente 8,3 e 8,5. Multiplayer.it assegna al gioco un voto di 8,8 e sottolinea come si tratti di un capitolo solido, ben lungi dal potersi considerare una semplice espansione.